# Idénia-Tanga (Ziou)
Pour les articles homonymes, voir Idénia.
Ne doit pas être confondu avec Idénia-Tanga (Tiébélé).
Idénia-Tanga est une commune rurale située dans le département de Ziou de la province du Nahouri dans la région du Centre-Sud au Burkina Faso.

## Santé et éducation
Le centre de soins le plus proche de Idénia-Tanga est le centre de santé et de promotion sociale (CSPS) de Ziou tandis que le centre médical (CMA) le plus proche se trouve à Pô.